# أمهات سربرنيتسا
أمهات سربرنيتسا، وتُعرف أيضًا باسم أمهات جيوب سربرنيتسا وشيبا، هي منظمة حقوقية يقع مقرها في هولندا، تُمثل 6000 ناج من مذبحة سربرنيتسا التي نفذتها قُوات جيش جمهورية صرب البوسنة في حق المدنيين البوشناق خلال حرب البوسنة والهرسك. تشتهر المنظمة برفعها دعوى مدنية ضد الأمم المتحدة بسبب فشل المُنظمة في منع حدوث الإبادة الجماعية في سريبرينيتسا.
تأسست الجمعية في عام 2002 على يد الناشطة خديجة محمدوفيتش للدفاع عن حُقوق ضحايا مذبحة سربرنيتسا وجمع التبرعات لأفراد أُسرهم الباقين على قيد الحياة. خديجة هي ناشطة حُقوقية، وقد فقدت هي أيضا زوجها وابنيها في المذبحة. عادت إلى سريبرينيتشا سنة 2002، ضمن أوائل البوشناق الذين عادوا إلى المنطقة بعد انتهاء الحرب. عملت كرئيسة للجمعية إلى غاية وفاتها سنة 2018. 